# Informe Nacional (noticiero)
Informativo Uruguay, es el servicio informátivo de Radio Uruguay, cuenta con cuatro ediciones diarias, las cuales se emiten simultáneamente en todas las emisoras que componen la Radiodifusión pública de Uruguay. 

## Función
Como servicio público su principal cometido es garantizar el acceso a la información, bajo ningún condicionamientos políticos, ni comercial. 

## Ediciones
Cuenta tres ediciones diarias, las cuales son transmitidas en simultáneos por todas las emisoras de Radiodifusión Nacional del Uruguay. 
Primera Hora
- Luis Custodio
- Adriana Martell

Edición Mediodía
- Andrea de Armas
- Gustavo Pérez Berrueta

Edición Central
La edición central de Radio Uruguay es la transmisión simultánea del noticiero central de Canal 5.  
- Gabriela Lavarello
- Leonardo Luzzi

## Corresponsales
Verónica Arellano, 
Gerardo Laborde, Wilmar Umpierrez, Alexandra Perrone, Isabel Prieto, José Correa, Mónica de León, Alejando Rodríguez, Carlos González, Fabián Albín, Gustavo Guisulfo, Gustavo Pérez, Gustavo Guisulfo, Andrea de Armas, Pablo Alfano[cita requerida]